# محوطه دراوبردبل
محوطه دراوبردبل مربوط به سده‌های میانه دوران‌های تاریخی پس از اسلام است و در شهرستان سلسله (الشتر)، بخش مرکزی، دهستان دوآب، ۸۰۰ متری جنوب روستای زیر طاق دوآب واقع شده و این اثر در تاریخ ۳۰ بهمن ۱۳۸۶ با شمارهٔ ثبت ۲۱۱۱۲ به‌عنوان یکی از آثار ملی ایران به ثبت رسیده است.